# رالی ژاپن
رالی ژاپن (به ژاپنی: ラリージャパン) یک رویداد رالی است که در هوکایدو، ژاپن برگزار می‌شود. این رویداد اولین حضور خود را در مسابقات رالی قهرمانی جهان در طول فصل ۲۰۰۴ انجام داد. از سال ۲۰۰۴ تا ۲۰۰۷، این رویداد در جاده‌های شنی پر پیچ و خم و باریک منطقه توکاچی در نزدیکی اوبیهیرو برگزار شد. برای فصل ۲۰۰۸، این رویداد به منطقه نزدیک به ساپورو، شهر اصلی هوکایدو منتقل شد. رالی ژاپن در سال ۲۰۰۹ برگزار نشد، اما در سال ۲۰۱۰ به مدت یک سال بازگشت. رالی ژاپن قرار بود در سال ۲۰۲۰ با مکان جدید ناگویا بازگردد، اما در ۱۹ آگوست به دلیل دنیاگیری کووید-۱۹ در ژاپن لغو شد. مسابقات فصل ۲۰۲۱ نیز لغو شد اما این رویداد به عنوان آخرین رالی فصل ۲۰۲۲ به تقویم مسابقات بازگشت.